# Federación Española de Baloncesto
Die Federación Española de Baloncesto (FEB) ist der nationale Dachverband für Basketball in Spanien. Der Verband organisiert die Herrenbewerbe für Klubmannschaften von der LEB Oro (der zweiten Spielklasse) abwärts bis zur Liga EBA (vierte Spielklasse) sowie die zwei höchsten Bewerbe für Damen, die Liga Femenina und die Liga Femenina 2. Darüber hinaus ist die FEB für die Aktivitäten der Nationalmannschaft der Herren und Damen zuständig.

## Geschichte
Der spanische Basketballverband wurde am 31. Juli 1923 in Barcelona unter dem Namen Federación Española de Basquet-Ball gegründet, der erste Präsident war Fidel Bricall. In den 1930er Jahren gab es zeitweise zwei Verbände, die FEB mit Sitz in Barcelona sowie die Confederación Española de Basketball mit Sitz in Madrid. Die erste nationale Meisterschaft wurde im Pokalmodus 1933 ausgetragen. Im Jahr 1934 trat die Federación Española de Baloncesto dem Weltverband FIBA bei und kurz darauf kam es zu einer Einigung zwischen den konkurrierenden Föderationen. Im Jahr 1935 übernahm Gonzalo Aguirre das Präsidentenamt der FEB und verlegte den Sitz in die Hauptstadt Madrid. Im Jahr 1957 wurde unter der Schirmherrschaft der FEB unter dem Namen Liga Española de Baloncesto die erste Meisterschaft im Ligamodus ausgetragen. Ab der Saison 1983/84 übernahm jedoch der unabhängige Ligaverband Asociación de Clubs de Baloncesto (ACB) die Organisation und Vermarktung der höchsten spanischen Basketballdivision, die seither den Namen Liga ACB trägt, und auch die der Copa del Rey. Seither ist die FEB auf Klubebene nur noch für die nationalen Bewerbe unterhalb der ersten Spielklasse und oberhalb der Regionalligen sowie für die Aktivitäten der spanischen Nationalmannschaften zuständig.

## Präsidenten
| Name                   | Jahre     |
| ---------------------- | --------- |
| Fidel Bricall          | 1923–1935 |
| Gonzalo Aguirre        | 1935–1936 |
| Pedro Conde            | 1939–1941 |
| Emilio Sánchez Corona  | 1941–1947 |
| Jesús Querejeta        | 1947–1966 |
| Anselmo López          | 1966–1971 |
| Enrique Menor          | 1971–1972 |
| Ernesto Segura de Luna | 1972–1984 |
| Pere Sust              | 1984–1991 |
| Ernesto Segura de Luna | 1991–2004 |
| José Luis Sáez         | 2004–2016 |
| Jorge Garbajosa        | 2016–     |